# Tiencinská televizní věž
Tiencinská televizní věž (čínsky: 天津広播电视塔; pinyin: Tiānjīn guǎngbò diànshì tǎ; český přepis: Tchien-ťin kuang-po tien-š' tcha; doslova: „Tiencinská rozhlasová televizní věž“; anglicky: Tianjin Radio and Television Tower) je 368 metrů vysoká věž v městě Tchien-ťin (čes. Tiencin) v Číně, využívaná především pro telekomunikační účely. Do provozu byla uvedena v roce 1991. Přibližně ve výšce 253 metrů se nachází vyhlídková plošina, kde jsou umístěny zejména telekomunikační přístroje.